# IC 2961
IC 2961 је лентикуларна галаксија у сазвјежђу Велики медвјед која се налази на листи објеката дубоког неба у Индекс каталогу.
Деклинација објекта је + 31° 20' 43" а ректасцензија 11h 47m 49,5s. Привидна величина (магнитуда) објекта IC 2961 износи 14,7 а фотографска магнитуда 15,7. IC 2961 је још познат и под ознакама MK 748, CGCG 157-34, NPM1G +31.0228, KUG 1145+316, PGC 36812.